# Andante et allegro de Bonis
Pour les articles homonymes, voir Andante et allegro.
L'Andante et allegro, op. 133, est une œuvre de la compositrice Mel Bonis datant de 1927.

## Composition
Mel Bonis compose son Andante et allegro pour flûte et piano en 1927. Il existe cependant un deuxième manuscrit daté de 1929 et avec la précision « propriété de l'auteur ». L'œuvre a été publiée en 1930 aux éditions P. Schneider, puis réédité en 2000 aux éditions Kossack.

## Analyse
Selon François de Médicis, l'Andante et allegro a une esthétique proche de celle des œuvres de Gabriel Fauré et Claude Debussy, et plus globalement de l'avant-garde musicale du tournant du XXe siècle.

## Sources
- Étienne Jardin, Mel Bonis (1858-1937) : parcours d'une compositrice de la Belle Époque, 2020 (ISBN 978-2-330-13313-9 et 2-330-13313-8, OCLC 1153996478, lire en ligne)